# Shuffle and Go
Shuffle and Go è il ventinovesimo album in studio del gruppo folk rock britannico Fairport Convention, pubblicato nel gennaio 2020.
La registrazione dell'album è avvenuta ai Woodworm Studios nell'ottobre 2019. L'album è stato pubblicato tramite il sito Web della band in tempo per il loro tour invernale iniziato a gennaio 2020, dove l'album era disponibile per l'acquisto dal tavolo del merchandising ad ogni spettacolo. L'album è stato quindi messo in vendita a partire dal 28 febbraio 2020 da tutti gli altri rivenditori e piattaforme.
John Barlass di At The Barrier ha definito Shuffle and Go "un lavoro molto divertente" e anche David Kidman di Folk Radio ha elogiato l'album, definendolo "un'altra voce solida e decisamente desiderabile nel canone di Fairport".

## Tracce
1. Don't Reveal My Name (Chris Leslie) – 3:59
2. Cider Rain (James Wood, Luc Boisseau, Philippe Richalley) – 3:43
3. Good Time for a Fiddle and Bow / The Christmas Eve Reel (Leslie, Tommy Coen) – 4:20
4. A Thousand Bars (Rob Beattie) – 5:29
5. Shuffle and Go (Leslie) – 3:14
6. Moses Waits (Beattie) – 4:20
7. Steampunkery (Ric Sanders) – 3:42
8. Linseed Memories (James Wood) – 3:30
9. The Year of Fifty Nine (Leslie) – 3:24
10. The Byfield Steeplechase (PJ Wright) – 3:51
11. Moondust and Solitude (Leslie) – 5:30
12. Jolly Springtime (James Taylor) – 2:00
13. Precious Time (Sanders) – 5:29